# Batalla de Farsàlia
La batalla de Farsàlia fou una de les més decisives dins del marc de la Segona guerra civil romana. Juli Cèsar, líder del partit dels populars, va derrotar les forces de la república, comandades per Gneu Pompeu Magne, líder del partit conservador del Senat romà o optimats.

## Preludi
Un cop va esclatar la guerra civil i davant del ràpid avanç de Juli Cèsar per Itàlia, camí de Roma, Pompeu i molts membres del Senat van fugir cap a Grècia per reorganitzar les seves forces. Cèsar no disposava de cap flota, així que els seus primers moviments van ser assegurar el control sobre Itàlia i Hispània, així com el sud de la Gàl·lia, que fou seva després de la victòria aconseguida en el Setge de Massilia, (actual Marsella), on reuniria una petita flota. Cèsar va ordenar que dotze legions es reunissin a Brundisium, de les que només set van creuar l'Adriàtic, i es van reunir amb les quatre de Marc Antoni.
Per la seva part, Pompeu disposava d'una gran força naval i tenia el suport de les províncies romanes orientals. A més, els conservadors controlaven el nord d'Àfrica després de derrotar les forces cesarianes en la batalla del Bagrades (49 aC), disposant de cinc legions italianes, una de Creta, una de Cilícia, dues d'Àsia Menor i dues de Síria, de quatre mil homes cada una. Malgrat tot, Juli Cèsar va aconseguir creuar el mar Adriàtic amb part del seu exèrcit, amb Marc Antoni seguint-lo poc després.
Tot i que les forces de Pompeu eren més nombroses, els soldats de Cèsar, consistents en les legions VI, VIII, IX, X, XI, Legió XII Fulminata, d'uns 2.750 homes cada una, eren més veterans i tenien més experiència en el camp de batalla, així que Pompeu no volia enfrontar-s'hi a camp obert, preferint intentar tallar les seves línies de subministraments i bloquejar els seus moviments. Cèsar va intentar un assalt al campament de Pompeu en la batalla de Dirràquium (48 aC), que fou un total desastre i l'obligà a retirar-se. Tot i així, Pompeu no el va perseguir, mantenint els seus intents d'aïllar l'enemic, fins que finalment i sota la pressió dels seus aliats del Senat, decidí a enfrontar-s'hi en batalla a prop de Farsàlia.

## Batalla
Pompeu va disposar les seves tropes en tres línies de 10 homes de profunditat. Els legionaris amb més experiència es trobaven al flanc esquerre comandades pel mateix Pompeu, les legions de Síria al centre, sota les ordres de Metel Escipió, i les legions de Cilícia a la dreta, comandades per Luci Afrani. La cavalleria pompeiana estava comandada per Tit Labiè, antic lloctinent de Cèsar durant la Guerra de les Gàl·lies.
Cèsar també va disposar les tropes en tres línies, però degut a la seva inferioritat numèrica, tot i que les seves tropes eren de més qualitat, aquestes només tenien una profunditat de 6 homes. La seva cavalleria es trobava davant de la de Pompeu, comandada pel mateix Cèsar. A la seva dreta es trobava la notable Legió X Equestris, sota les ordres de Publi Corneli Sul·la i a la seva esquerra Marc Antoni comandava la Legió VIII Augusta i la Legió IX Hispana, ambdues força curtes d'homes. El centre del seu exèrcit quedava liderat per Gneu Domici Calví. Segons el mateix Cèsar, els seus homes sumaven 80 cohorts, uns 22.000 homes, comptant 2.000 que quedaren en la reserva.
Els dos exèrcits van protegir un dels seus flancs contra el riu Enipeu, que formava una barrera natural, concentrant la cavalleria en l'altre flanc. Però mentre Pompeu basava la seva tàctica en la seva superioritat numèrica, Cèsar planejava derrotar la cavalleria enemiga i passar al contraatac pel flanc.
Amb aquesta finalitat, va decidir reforçar la seva cavalleria amb infanteria lleugera armada amb javelines, formant una línia obliqua en el flanc, just darrere dels seus genets i fora de la visió de Pompeu. Tot i que això debilitava el seu centre, Cèsar confiava que els seus veterans resistiran el xoc inicial.

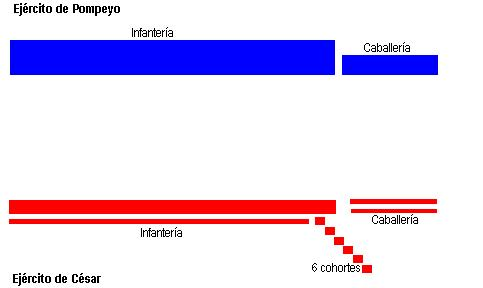
Formacions inicials.

Entre els dos exèrcits hi havia una distància considerable i les ordres de Pompeu eren de no marxar cap a l'enemic, confiant que d'aquesta manera els homes de Cèsar recorrerien el doble de la distància esperada i, per tant, es trobarien cansats en el moment de topar amb les seves línies. Per la seva dissort, els veterans de Cèsar, en veure que l'enemic no es movia, decidiren aturar-se i reagrupar-se abans de continuar, en una mostra de la seva experiència i disciplina.
Quan ambdós exèrcits finalment es trobaren, Tit Labiè va carregar contra la cavalleria de Cèsar que va fer veure que fugia per atreure l'enemic cap a la infanteria. Quan Labiè va superar les línies de Cèsar en persecució dels seus oponents, de sobte es va trobar sota una pluja de dards i javelines que l'atacaven pel flanc, causant una gran matança entre els seus genets. L'atac de Labiè aviat es va convertir en una fugida en total desordre, amb els genets de les darreres files topant amb els que fugien. La infanteria lleugera de Cèsar seguí avançant, ara amb el suport dels genets que ja s'havien reorganitzat, i flanquejaren l'ala de Pompeu, aconseguint atacar per la rereguarda. La pressió de Cèsar fou tanta que aviat la confusió entre les files de Pompeu causà la fugida dels soldats.

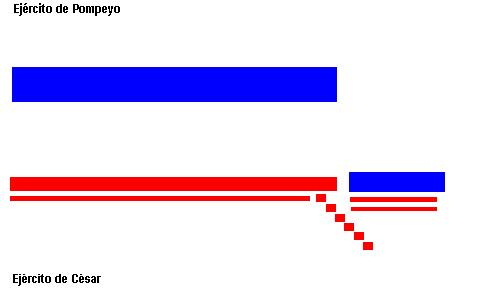
Atac de la cavalleria pompeiana.

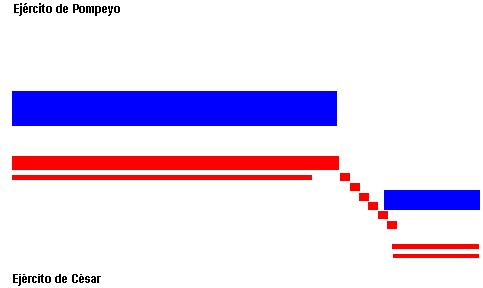
Contraac de les cohorts de Cèsar.

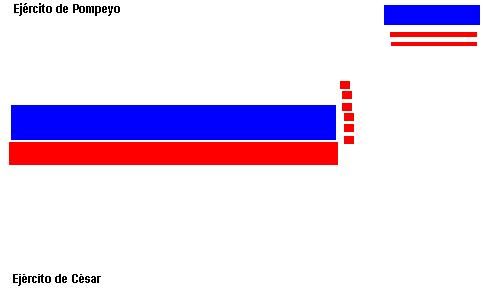
Fugida de la cavalleria pompeiana i atac de Cèsar pel flanc.

Pompeu es retirà al seu campament, ordenant a la seva guarnició que el defensés mentre ell fugia amb una petita escolta. Els homes de Cèsar aviat atacaren els murs defensats per les set cohorts que Pompeu deixà enrere i que no pogueren contenir l'atac. Cèsar s'alçà amb una gran victòria, havent perdut tan sols 200 soldats i 30 centurions.

## Conseqüències
Pompeu va fugir cap a Egipte, on fou assassinat per ordres del Faraó Ptolemeu XIII. El seu cap fou enviat a Cèsar, a qui no va agradar gens el gest i fins i tot es diu que va plorar al rebre'l. La batalla de Farsàlia va significar la fi de la Segona guerra civil romana si bé els fills de Pompeu i altres líders conservadors encara resistirien un temps al nord d'Àfrica.